# Radioactive (canção de Marina and the Diamonds)
Radioactive é uma canção gravada pela cantora e compositora galesa Marina and the Diamonds, incluído na edição deluxe de seu segundo álbum de estúdio, Electra Heart (2012). Foi lançado em 23 de setembro de 2011 como um single promocional,  e foi originalmente concebido para servir como o primeiro single do álbum. Devido ao seu limitado sucesso nas paradas do Reino Unido, "Primadonna" foi escolhido em vez de forma retroativa.

## Fundo musical
Diamandis disse de "Radioactive":

Eu escrevi "Radioactive", em Nova York, em meio a uma onda de calor. Apresentado a uma brilhante nova vida noturna, eu me apaixonei por Nova York, que tem essa magia, borbulhando de energia branca que nenhuma outra cidade no mundo tem. Eu me senti feliz e foi inspirado a escrever uma canção que me senti leve e eufórico, um estilo minimalista, mais simples de composição. Eu mudei minha abordagem de composição completamente, e, como resultado, as canções escritas eu nunca teria escrito no meu próprio (ou seja, na minha merda Argos teclado sozinho no meu quarto em Londres).

## Desempenho nas tabelas musicais
"Radioactive" chegou ao número 25 na parada do Reino Unido, e passou três semanas na parada. Na Irlanda, chegou ao número 37.

### Posições
| Posições (2011)                  | Melhor posição |
| -------------------------------- | -------------- |
| Irlanda (IRMA)                   | 37             |
| Escócia (Scottish Singles Chart) | 25             |
| Reino Unido (UK Singles Chart)   | 25             |

## Histórico de lançamento
| País          | Data                   | Formato          | Gravadora                     |
| ------------- | ---------------------- | ---------------- | ----------------------------- |
| Alemanha      | 23 de Setembro de 2011 | Digital download | 679 Artists                   |
| Eslováquia    | 23 de Setembro de 2011 | Digital download | 679 Artists                   |
| Nova Zelândia | 23 de Setembro de 2011 | Digital download | 679 Artists                   |
| Austrália     | 23 de Setembro de 2011 | Digital download | Warner Music                  |
| Irlanda       | 30 de Setembro de 2011 | Digital download | 679 Artists, Atlantic Records |
| Canadá        | 30 de Setembro de 2011 | Digital download | 679 Artists, Atlantic Records |
| Reino Unido   | 30 de Setembro de 2011 | Digital download | 679 Artists, Atlantic Records |
| Dinamarca     | 30 de Setembro de 2011 | Digital download | 679 Artists, Atlantic Records |
| Espanha       | 30 de Setembro de 2011 | Digital download | 679 Artists, Atlantic Records |
| Grécia        | 30 de Setembro de 2011 | Digital download | 679 Artists, Atlantic Records |
| Japão         | 30 de Setembro de 2011 | Digital download | 679 Artists, Atlantic Records |
| Suécia        | 30 de Setembro de 2011 | Digital download | 679 Artists, Atlantic Records |